# Jüdischer Friedhof (Külsheim)

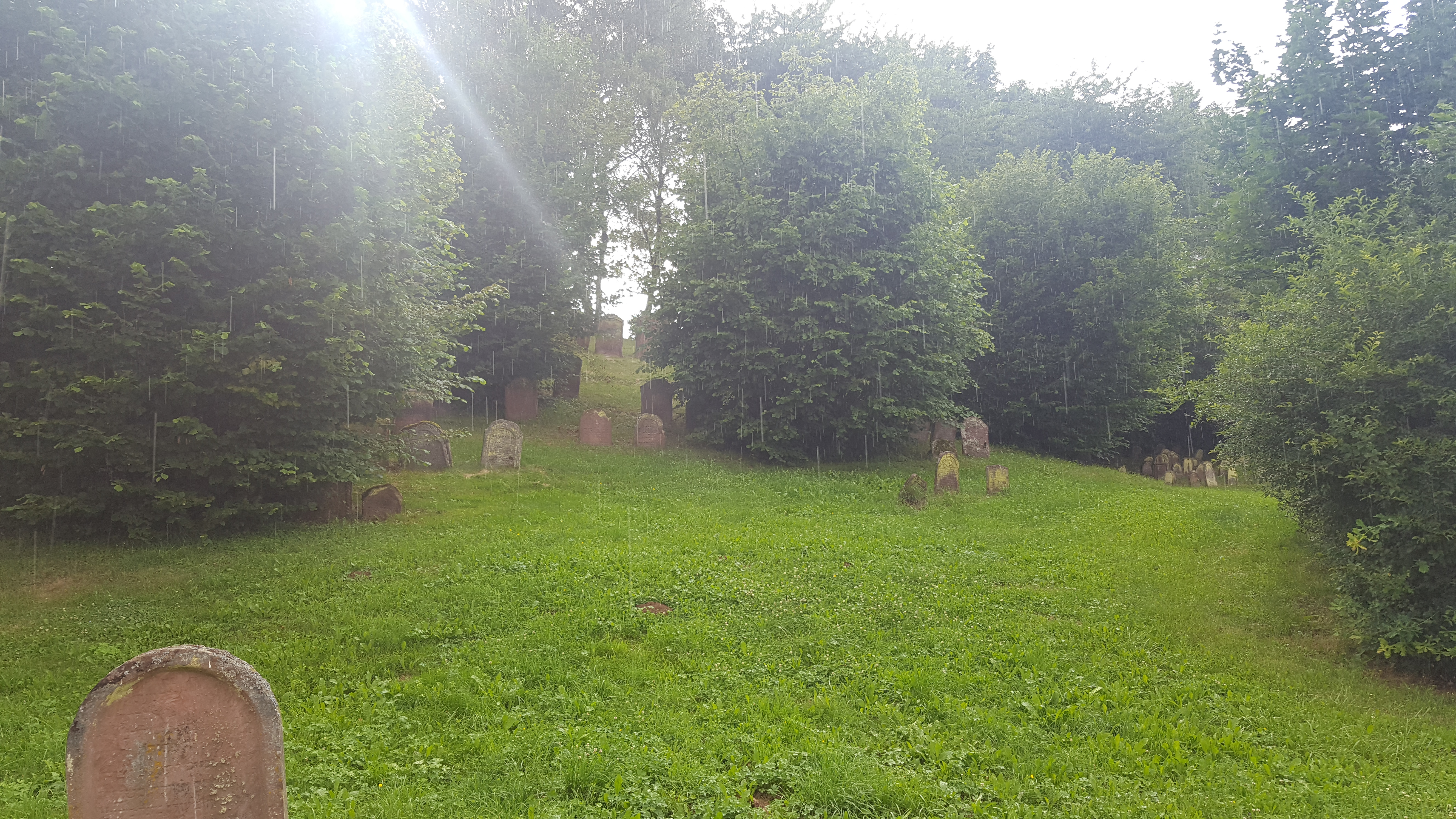
Ansicht im Sommer

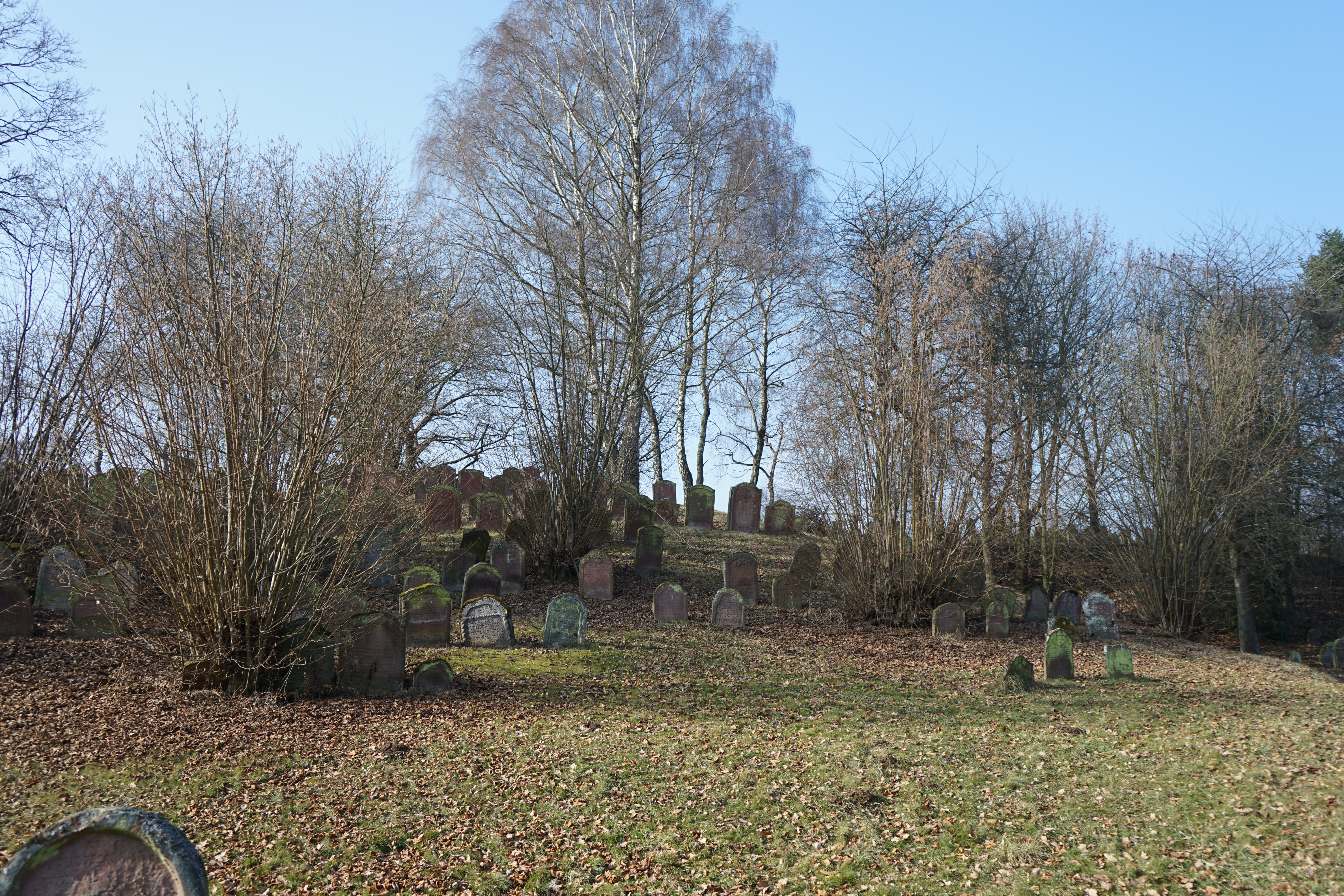
Ansicht im Winter

Der Jüdische Friedhof Külsheim in Külsheim, einer Stadt im Main-Tauber-Kreis im nördlichen Baden-Württemberg, ist ein Kulturdenkmal der Stadt Külsheim.

## Geschichte
Der jüdische Friedhof, im Osten der Stadt an der Straße nach Steinbach gelegen, hat eine Fläche von 59,77 Ar. Der Friedhof geht mindestens auf die Zeit um 1600 zurück. Heute sind noch 921 Grabsteine vorhanden. Der älteste Grabstein ist von 1695, die letzte Bestattung fand 1938 statt.
Der Külsheimer Friedhof diente als Verbandsfriedhof der jüdischen Gemeinden Külsheim, Gissigheim, Königheim, Tauberbischofsheim, Hochhausen und Hardheim. 1875 wurde der Friedhof wegen Platzmangels für die Benutzung durch die auswärtigen jüdischen Gemeinden geschlossen. Diese mussten eigene Friedhöfe anlegen.
Im Jahr 1985 wurden vom Zentralarchiv zur Erforschung der Geschichte der Juden in Deutschland Fotos von allen Grabsteinen erstellt. Unter Verwendung dieser Fotos wurde 1999/2000 eine Grunddokumentation des jüdischen Friedhofs durch das Landesamt für Denkmalpflege Baden-Württemberg erstellt.